# Bell X-1
Die Bell X-1 war ein US-amerikanisches Experimental- und Raketenflugzeug, das von der Bell Aircraft Co. für ein gemeinsames Forschungsprojekt der US Air Force und das National Advisory Committee for Aeronautics (NACA) gebaut wurde. Der einsitzige Mitteldecker wurde speziell dafür entwickelt, im Horizontalflug die Schallmauer zu durchbrechen.

## Geschichte
Der Jungfernflug der Bell X-1 erfolgte am 25. Januar 1946 ohne eigenen Antrieb im reinen Gleitflug. Später konnten die ersten Flüge mit Triebwerk durchgeführt werden.

### Erster bemannter Überschallflug

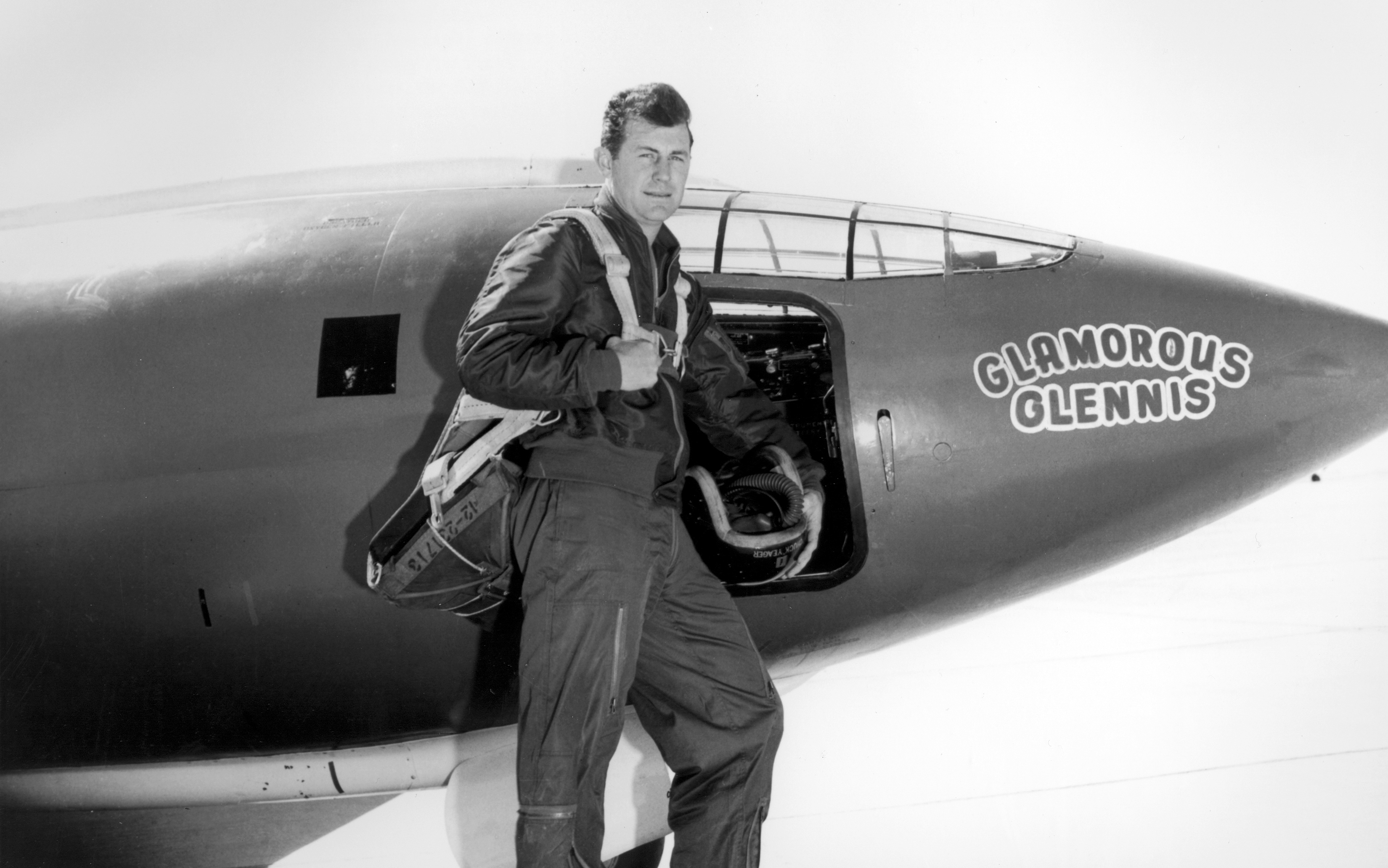
Chuck Yeager vor der Glamorous Glennis

Am 14. Oktober 1947 gelang Captain Charles „Chuck“ Yeager mit der von ihm Glamorous Glennis getauften Maschine der erste bemannte horizontale Überschallflug. Die Maschine erreichte eine Geschwindigkeit von Mach 1,06 (1125 km/h) in etwa 13.100 m (43.000 ft) Flughöhe.

### Andere Flugleistungen
Am 7. Januar 1949 vollzog die Bell X-1 ihren ersten und einzigen Eigenstart vom Boden aus. Mit verminderter Treibstoffladung hob sie nach 700 Meter Startstrecke von der Muroc Air Force Base ab und erreichte innerhalb von 100 Sekunden Flugzeit eine Höhe von 7015 Metern.
Mit der Version Bell X-1A wurde am 12. Dezember 1953 die Geschwindigkeit von Mach 2,435 erreicht. Die größte erzielte Höhe lag bei 27.400 m.

## Konstruktion

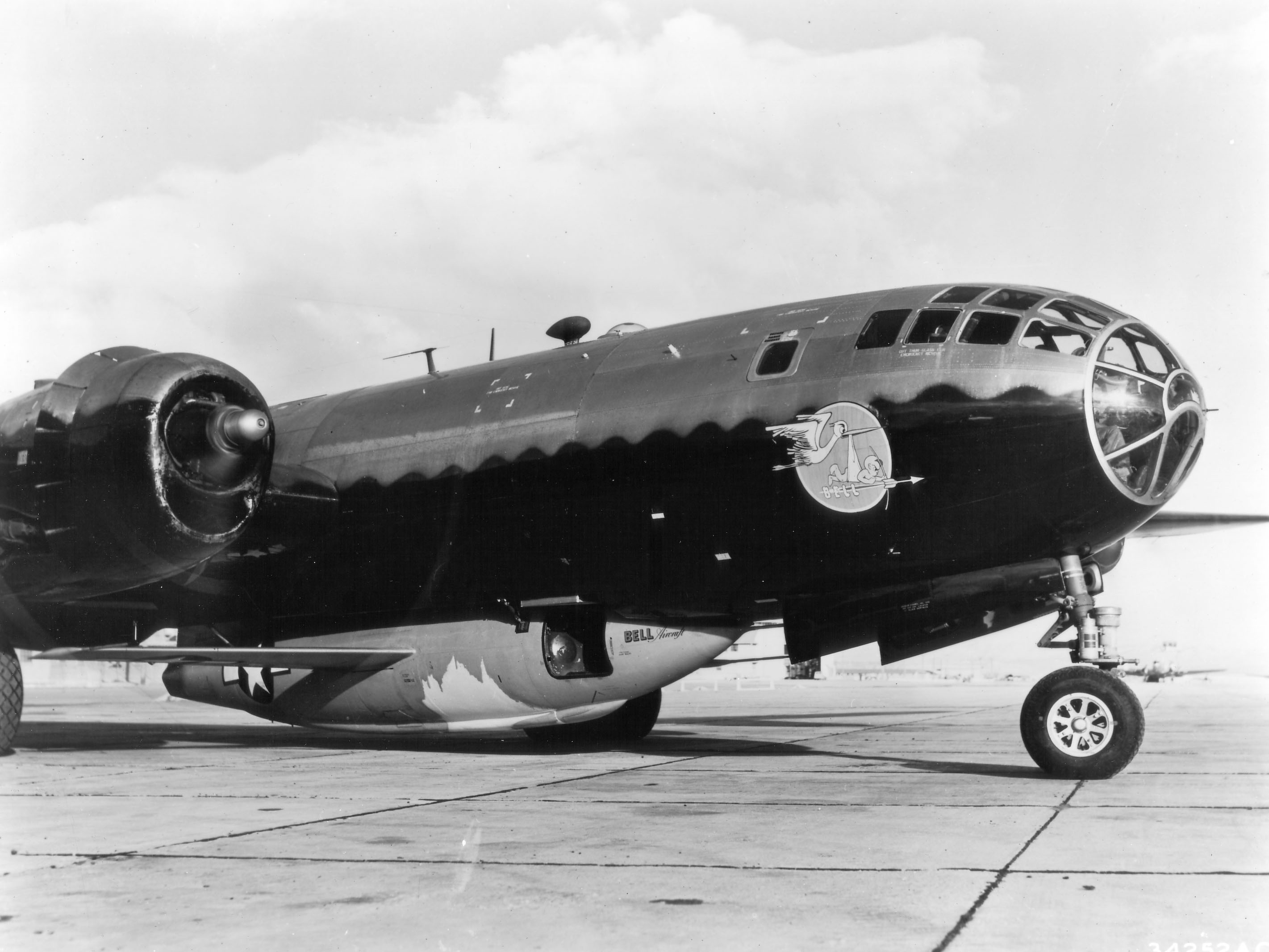
Eine X-1 unter dem Trägerflugzeug B-29

### Flugzeug
Die Maschine wurde in der Luft von einem Mutterflugzeug (einer Boeing B-29 oder B-50) abgeworfen und setzte den Flug dann im Gleitflug oder mit dem eigenen Triebwerk fort. Die Maschine hatte ungepfeilte Tragflächen und ein Kreuzleitwerk. Das Fahrwerk war einziehbar. Der Flugzeugrumpf war nach dem Profil eines .50 BMG-Geschosses geformt, da man von diesem Geschoss wusste, dass es bei Überschallgeschwindigkeit eine stabile Fluglage hatte.

### Antrieb

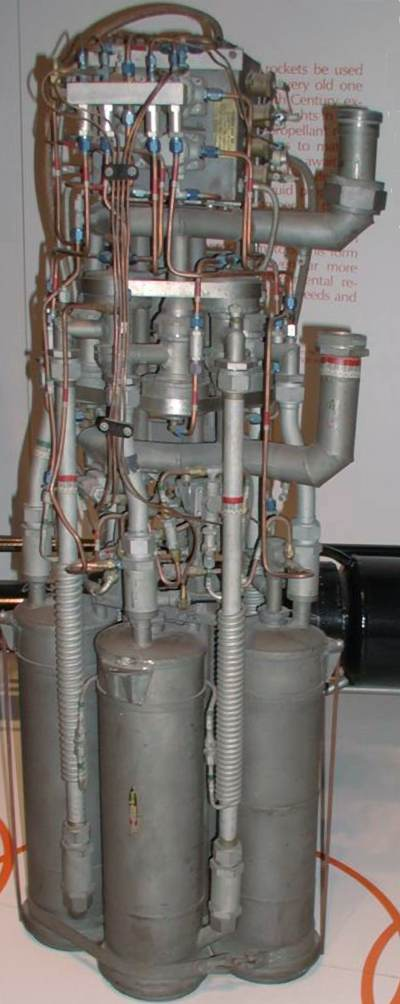
Der von Reaction Motors Inc. entwickelte Raketenmotor XLR-11 der Bell X-1

Das Flüssigkeitsraketentriebwerk Reaction Motors XLR-11 war eine Weiterentwicklung der deutschen Raketentechnik des Zweiten Weltkrieges. Der Treibstoff, Alkohol und Sauerstoff, wurde dabei durch unter Hochdruck stehenden Stickstoff in die Brennkammern gefördert.

### Erste Generation
Vom Ausgangstyp der Bell X-1 wurden drei Maschinen hergestellt. Während die erste Maschine von der US-amerikanischen Luftwaffe benutzt wurde, ging die zweite Maschine an die NACA, die Vorgängerorganisation der NASA. Die dritte Maschine wurde am Boden zerstört, nachdem sie nur einen Gleitflug durchführen konnte.

### Weitere Versionen

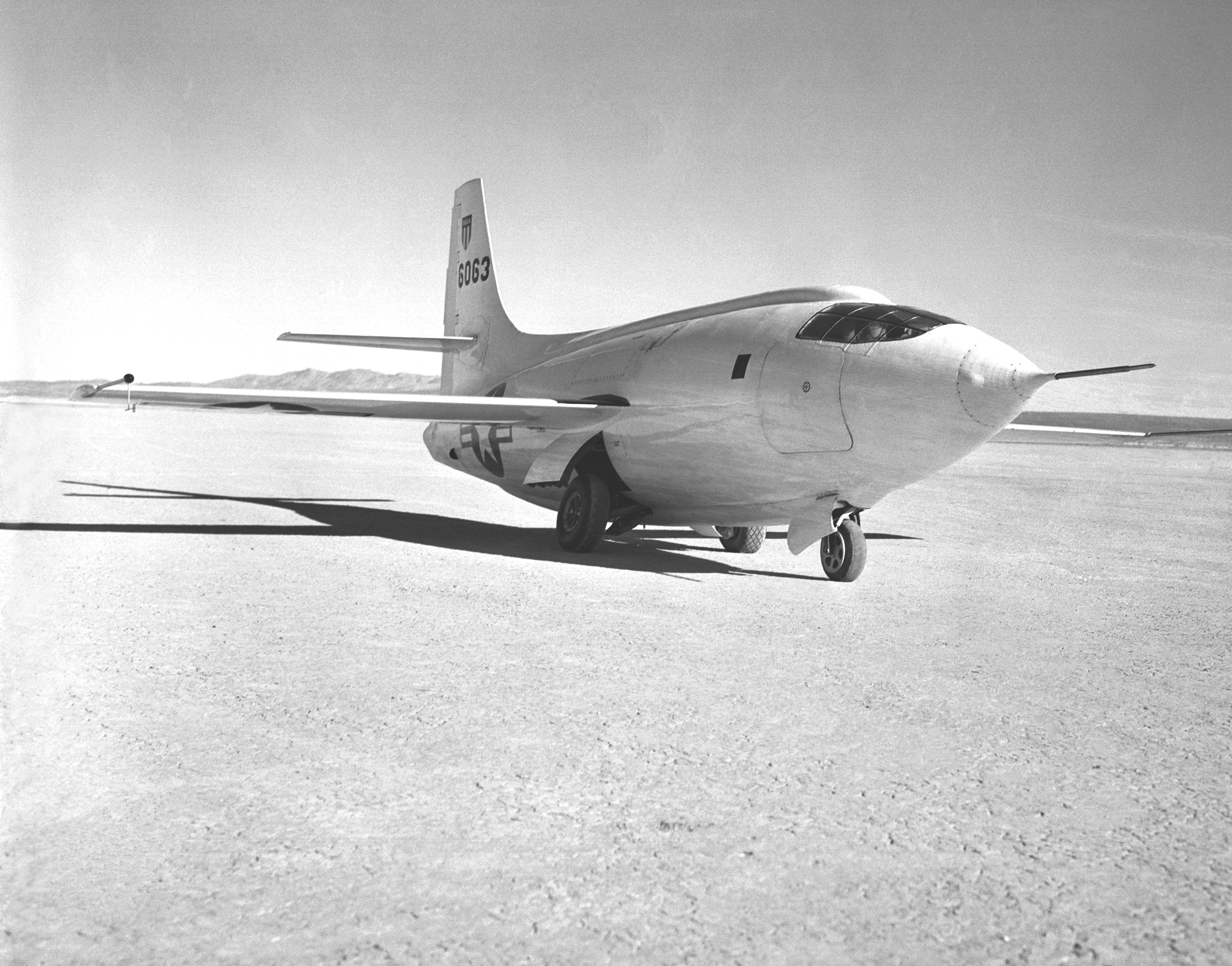
Bell X-1, Nr. 6063, die zweite für die NACA gebaute Maschine

Die Bell X-1A glich der X-1, hatte eine neue Cockpithaube und einen längeren Rumpf zur Aufnahme einer größeren Kraftstoffmenge. Neu war auch das Treibstoffsystem, das jetzt mit Turbopumpen  arbeitete. Auch diese Maschine wurde von der US-amerikanischen Luftwaffe für Forschungszwecke benutzt. Am 12. Dezember 1953 konnte damit die Geschwindigkeit von Mach 2,435 erzielt werden. Die größte erzielte Höhe lag bei 27.400 m. Die Maschine ging im September 1954 an die NACA, die sie für weitere Tests benutzen wollte. Durch eine Explosion kurz vor dem Abwurf zum 2. Testflug bei der NACA am 8. August 1955 musste die Maschine aufgegeben werden. Testpilot Joe Walker stieg ins Trägerflugzeug über, danach wurde sie unbemannt abgeworfen und infolgedessen beim Einschlag am Boden zerstört.
Die Bell X-1B entsprach im Wesentlichen der Bell X-1A, hatte jedoch einen geänderten Tragflügel. Auch diese Maschine wurde zunächst von der US-amerikanischen Luftwaffe für Hochgeschwindigkeitstestflüge genutzt und dann im Januar 1955 der NACA übergeben. Diese nutzte die Maschine bis Anfang 1958 für ihr Forschungsprogramm. Sie erreichte am 2. Dezember 1954 die Geschwindigkeit von Mach 2,3. Nach ihrer Außerdienststellung wurde sie der Research & Development Gallery der Wright-Patterson Air Force Base als Exponat übergeben; sie kann dort vom angegliederten National Museum of the United States Air Force aus besichtigt werden (Stand Juni 2008).
Es gab ein Projekt für eine Bell X-1C, das jedoch nicht ausgeführt wurde. Die Bell X-1D musste am 22. August 1951 von ihrem Mutterflugzeug, einer Boeing B-50, notabgeworfen werden und explodierte noch in der Luft.
Die letzte Ausführung, die Bell X-1E, war die zweite originale Bell X-1, die an die NACA geliefert wurde. An dieser Maschine wurden neue Flügel montiert, das Kraftstoffsystem auf den späteren Stand mit den Turbopumpen gebracht und die Windschutzscheibe geändert. Der Erstflug erfolgte am 12. Dezember 1955. Die Flugversuche gingen bis Ende des Jahres 1958 weiter, dann wurde auch diese X-1 ausgemustert.

## Verbleib der sechs Maschinen
1. Die Bell X-1 Nr. 1, Air-Force-Seriennummer 46-062 („Glamorous Glennis“), ist in der „Milestones of Flight gallery“ des National Air and Space Museum in Washington, D.C. für die Öffentlichkeit zugänglich.
2. Die Bell X-1 Nr. 2, Air-Force-Seriennummer 46-063, wurde später zur Bell X-1E umgebaut und steht vor dem Neil A. Armstrong Flight Research Center der Edwards Air Force Base in Kalifornien.
3. Die Bell X-1 Nr. 3, Air-Force-Seriennummer 46-064, explodierte beim Enttanken am 9. November 1951.
4. Die Bell X-1A, Air-Force-Seriennummer 48-1384, musste beim Testflug am 8. August 1955 vom Trägerflugzeug unbemannt abgeworfen werden und wurde zerstört.
5. Die Bell X-1B, Air-Force-Seriennummer 48-1385, ist im „Research & Development Hangar“ des National Museum of the United States Air Force der Wright-Patterson Air Force Base ausgestellt.
6. Die Bell X-1D, Air-Force-Seriennummer 48-1386, explodierte nach Notabwurf vom Mutterflugzeug am 22. August 1951 noch in der Luft.

## Technische Daten
- Länge: 9,45 m
- Höhe: 3,30 m
- Spannweite: 8,53 m
- Leermasse: 2.219 kg
- Startmasse: 6.078 kg
- Dienstgipfelhöhe: 19.000 m

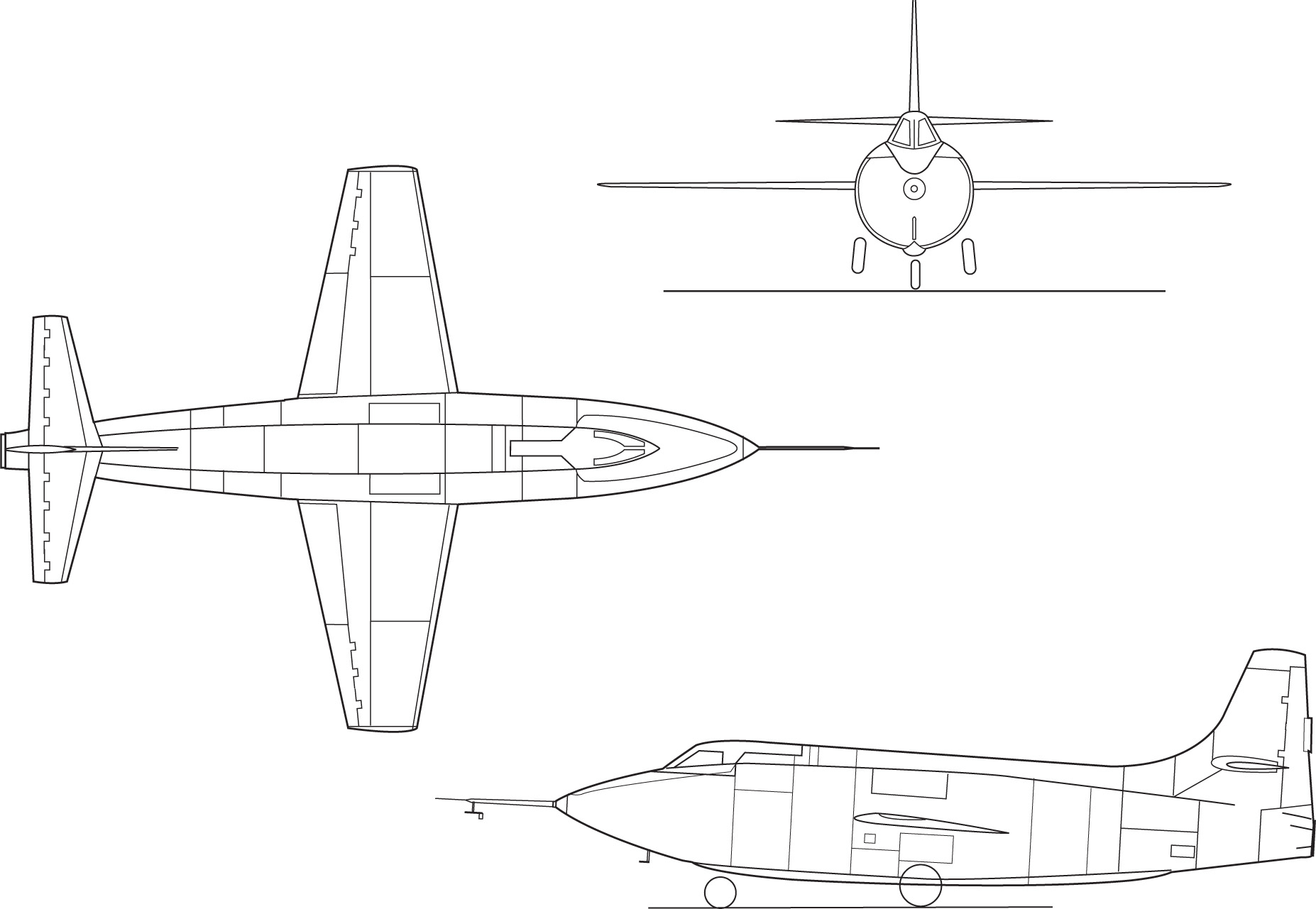
Risszeichnung der X-1E

- Höchstgeschwindigkeit X-1: Mach 1,26 (1.540 km/h bzw. 957 mph)
- Höchstgeschwindigkeit X-1E: Mach 2,24 (2.333 km/h bzw. 1.450 mph)[4]
- Triebwerk: ein Vierkammer-Raketenmotor vom Typ XLR-11 von Reaction Motors Inc. mit 26,69 kN Schub

## Film
Der mit vier Oscars ausgezeichnete US-Film „Der Stoff, aus dem die Helden sind“ (1983) erzählt unter anderem auch die Geschichte des US-amerikanischen Testflug-Programms.
In der Fernsehserie Bezaubernde Jeannie wird das Raketenflugzeug bei Szenenübergängen eingeblendet, um anzuzeigen, dass die folgende Szene in den NASA-Büros spielt, allerdings wird hier suggeriert, das Flugzeug stünde in Florida, wo die Serie spielt.